# Речица (Берёзовский район)
Речица (бел. Рэчыца) — деревня в Берёзовском районе Брестской области Беларуси. Входит в состав Соколовского сельсовета.

## География
Деревня находится в центральной части Брестской области, при автодороге Р-136, на расстоянии приблизительно 9 километров (по прямой) к востоко-северо-востоку от города Берёза, административного центра района. Абсолютная высота — 149 метров над уровнем моря. Площадь населённого пункта — 1,4898 км².

## История
По состоянию на 1905 год, в Речице проживал 461 человек. В административном отношении деревня входила в состав Песковской волости Слонимского уезда Гродненской губернии.
Согласно Рижскому мирному договору (1921), деревня вошла в состав межвоенной Польши. Входила в состав гмины Пески Косовского повета Полесского воеводства Польши. В 1921 году числился 431 житель, проживавший в 84 домах. В этническом составе населения того периода белорусы составляли 99,1 %. В конфессиональном составе населения преобладали православные христиане (98,4 %).
С 1939 года в БССР, с 1940 года деревня в составе Соколовского сельсовета.

## Население
По данным переписи 2019 года, в деревне проживало 195 человек.
| Год  | Население, человек |
| ---- | ------------------ |
| 1905 | 461                |
| 1921 | ↘ 431              |
| 2009 | ↘ 254              |
| 2019 | ↘ 195              |